# Orion Browser
Orion Browser is een webbrowser van Kagi Inc., gebaseerd op de layout-engine WebKit. De browser is beschikbaar voor macOS, iOS en iPadOS. Qua vormgeving lijkt Orion op Apples webbrowser Safari, maar met meer functies en mogelijkheden, zoals ondersteuning voor WebExtensions, waardoor installatie van extensies voor Mozilla Firefox en Google Chrome mogelijk is. De browser is ontworpen voor gebruik in combinatie met de Kagi-zoekmachine, maar gebruikers hebben ook keuze uit andere zoekmachines.
Achter de schermen is Kagi Inc. anno 2025 bezig om de broncode van Orion te openbaren. Op 7 maart 2025 deelde Kagi Inc. mede aan een versie voor Linux-systemen te werken, eveneens op basis van WebKit. Voor de interface wordt gebruikgemaakt van de GTK-toolkit, in combinatie met Libadwaita.